# Somalische krombek
De Somalische krombek (Sylvietta philippae) is een zangvogel uit de familie Macrosphenidae. De vogel vormt met de roodteugelkrombek (S. whytii) en de Senegalese krombek (S. brachyura) een zogenaamde supersoort van zeer op elkaar gelijkende, verwante soorten.

## Herkenning
De vogel is gemiddeld 8 cm lang en weegt maar 9 tot 10 gram. Het is een klein vogeltje met een opvallend kort staartje. De vogel is van boven egaal asgrijs en van onder bleekgeel. Kenmerkend is een "masker"rond het oog en daarboven een vuilwitte wenkbrauwstreep. De iris is bruin, de snavel is grijs; de poten zijn bruinrood.

## Verspreiding en leefgebied
Deze soort komt voor in noordwestelijk Somalië en aangrenzend Ethiopië. Het leefgebied bestaat uit droog rotsig of zandig terrein met doornig struikgewas zoals Acacia, meestal in laagland tot hoogstens 900 m boven de zeespiegel.

## Status
De grootte van de wereldpopulatie is niet gekwantificeerd. De vogel is binnen zijn verspreidingsgebied merendeels algemeen. Men veronderstelt dat de soort in aantal stabiel is, maar hierover ontbreekt informatie. Om deze redenen staat de Somalische krombek als onzeker op de Rode Lijst van de IUCN.